# سارة هيكين
سارة هيكين (بالألمانية: Sarah Hecken)‏ (و. 1993  م) هي متزلجة فنية ألمانية، ولدت في مانهايم، شاركت في الألعاب الأولمبية الشتوية 2010، وتزلج فني على الجليد في الألعاب الأولمبية الشتوية 2010 – سيدات فردي ‏، وFigure skating at the 2015 Winter Universiade – Ladies' singles ‏.

## روابط خارجية
- سارة هيكين على موقع الاتحاد الدولي للتزلج (الإنجليزية)
- سارة هيكين على موقع أوليمبيديا (الإنجليزية)